# Даш (криптовалута)
Даш (на английски: Dash) (познат преди като Darkcoin и XCoin) е P2P криптовалута с отворен код, която предлага същите услуги като биткойн, но с подобрени възможности, включително мигновени трансакции („InstantSend“), поверителни трансакции („PrivateSend“) и децентрализирано ръководство („DGBB“). Децентрализираното ръководство на Даш и системата за организиране на бюджет го прави първата „децентрализирана автономна организация“ („ДАО“) (на английски: decentralized autonomous organization, DAO).
Даш ползва архитектура с две степени, за да поддържа своята мрежа. Първата степен се състои от „копачи“, които подсигуряват мрежата и пишат трансакции на блокчейна. Втората степен се състои от „masternodes“, които позволяват напреднали функции.